# Callophrys augustinus
Callophrys augustinus, el duende café, es una especie de mariposa perteneciente a la familia Lycaenidae. Se encuentra distribuida desde Alaska hasta el norte de México. Una de sus subespecies, C. augustinus iroides, es conocida en Norteamérica con el nombre de duende occidental.

## Taxonomía
Esta especie fue descrita por primera vez por John Richardson en el año 1827. El epíteto específico, augustinus, fue elegido en honor al intérprete inuit Tatannuaq, también conocido como 'Augusto'. 

### Subespecies
- Callophrys augustinus augustinus
- Callophrys augustinus helenae (dos Passos, 1943) – Terranova
- Callophrys augustinus croesioides (Scudder, 1876)
- Callophrys augustinus iroides (Boisduval, 1852) - habita desde Columbia Británica a California
- Callophrys augustinus annettae (dos Passos, 1943) - Nuevo México
- Callophrys augustinus concava Austin, 1998 – Nevada